# Šmartno (gmina Cerklje na Gorenjskem)
Šmartno – wieś w Słowenii, w gminie Cerklje na Gorenjskem. W 2018 roku liczyła 298 mieszkańców.